# Grand Prix Formule 1 van San Marino 1990
De Grand Prix Formule 1 van San Marino 1990 werd gehouden op 13 mei 1990 in Imola.

## Uitslag
| Positie | Nummer | Rijder             | Team                  | Ronden | Tijd/Opgave         | Startplaats | Punten |
| ------- | ------ | ------------------ | --------------------- | ------ | ------------------- | ----------- | ------ |
| 1       | 6      | Riccardo Patrese   | Williams-Renault      | 61     | 1:30:55.478         | 3           | 9      |
| 2       | 28     | Gerhard Berger     | McLaren-Honda         | 61     | +5.117              | 2           | 6      |
| 3       | 19     | Alessandro Nannini | Benetton-Ford         | 61     | +6.240              | 9           | 4      |
| 4       | 1      | Alain Prost        | Ferrari               | 61     | +6.843              | 6           | 3      |
| 5       | 20     | Nelson Piquet      | Benetton-Ford         | 61     | +53.112             | 8           | 2      |
| 6       | 4      | Jean Alesi         | Tyrrell-Ford          | 60     | +1 Lap              | 7           | 1      |
| 7       | 11     | Derek Warwick      | Lotus-Lamborghini     | 60     | +1 Ronde            | 10          |        |
| 8       | 12     | Martin Donnelly    | Lotus-Lamborghini     | 60     | +1 Ronde            | 11          |        |
| 9       | 26     | Philippe Alliot    | Ligier-Ford           | 60     | +1 Ronde            | 16          |        |
| 10      | 25     | Nicola Larini      | Ligier-Ford           | 59     | +2 Ronden           | 20          |        |
| 11      | 24     | Paolo Barilla      | Minardi-Ford          | 59     | +2 Ronden           | 26          |        |
| 12      | 36     | Jyrki Järvilehto   | Onyx-Ford             | 59     | +2 Ronden           | 25          |        |
| 13      | 29     | Éric Bernard       | Larrousse-Lamborghini | 56     | Koppeling           | 13          |        |
| NF      | 14     | Olivier Grouillard | Osella-Ford           | 52     | Wiel                | 22          |        |
| NF      | 2      | Nigel Mansell      | Ferrari               | 38     | Motor               | 5           |        |
| NF      | 35     | Gregor Foitek      | Onyx-Ford             | 35     | Motor               | 23          |        |
| NF      | 8      | Stefano Modena     | Brabham-Judd          | 31     | Remmen              | 14          |        |
| NF      | 22     | Andrea de Cesaris  | Dallara-Ford          | 29     | Wiel                | 17          |        |
| NF      | 15     | Mauricio Gugelmin  | Leyton House-Judd     | 24     | Elektrisch probleem | 12          |        |
| NF      | 5      | Thierry Boutsen    | Williams-Renault      | 17     | Motor               | 4           |        |
| NF      | 30     | Aguri Suzuki       | Larrousse-Lamborghini | 17     | Koppeling           | 15          |        |
| NF      | 27     | Ayrton Senna       | McLaren-Honda         | 3      | Wiel                | 1           |        |
| NF      | 21     | Emanuele Pirro     | Dallara-Ford          | 2      | Spin                | 21          |        |
| NF      | 16     | Ivan Capelli       | Leyton House-Judd     | 0      | Botsing             | 18          |        |
| NF      | 3      | Satoru Nakajima    | Tyrrell-Ford          | 0      | Botsing             | 19          |        |
| NF      | 33     | Roberto Moreno     | EuroBrun-Judd         | 0      | Gaspedaal           | 24          |        |
| DNS     | 23     | Pierluigi Martini  | Minardi-Ford          |        | Botsing             |             |        |
| NQ      | 10     | Alex Caffi         | Arrows-Ford           |        |                     |             |        |
| NQ      | 9      | Michele Alboreto   | Arrows-Ford           |        |                     |             |        |
| NQ      | 7      | David Brabham      | Brabham-Judd          |        |                     |             |        |
| PQ      | 31     | Bertrand Gachot    | Coloni-Ford           |        |                     |             |        |
| PQ      | 34     | Claudio Langes     | EuroBrun-Judd         |        |                     |             |        |
| PQ      | 39     | Bruno Giacomelli   | Life                  |        |                     |             |        |
| PQ      | 17     | Gabriele Tarquini  | AGS-Ford              |        |                     |             |        |
| PQ      | 18     | Yannick Dalmas     | AGS-Ford              |        |                     |             |        |

## Wetenswaardigheden
- Raceleiders: Ayrton Senna (3 ronden, 1-3), Thierry Boutsen (14 ronden, 4-17), Gerhard Berger (33 ronden, 18-50), Riccardo Patrese (11 ronden, 51-61)
- Emanuele Pirro startte achteraan doordat zijn auto niet startte voor de opwarmingsronde.
- Pierluigi Martini blesseerde zich op vrijdag en nam niet deel aan de race.
- Gabriele Tarquini reed niet in de pre-kwalificatie doordat zijn auto benzinedruk verloor in de eerste ronde. Zijn teamgenoot Yannick Dalmas deed niet mee omwille van een blessure aan de hand.
- Bruno Giacomelli verving Gary Brabham bij Life
- Gary Brabhams broer David verving Gregor Foitek. Foitek verving Stefan Johansson bij Onyx.

## Statistieken
| Pole-position | Ayrton Senna       | McLaren-Honda | 1:23.220 |
| Snelste ronde | Alessandro Nannini | Benetton-Ford | 1:19.899 |

## Noot
- Dit was het debuut van de Australische coureur David Brabham.
- Derde Grand Prix-winst voor Riccardo Patrese en de eerste sinds de Grote Prijs van Zuid-Afrika van 1983 - 99 races ervóór. Hiermee vestigde Patrese een nieuw record voor de grootste tijdspanne tussen twee overwinningen in door het oude record van Mario Andretti te verbreken, die 82 races geen overwinningen had weten te behalen - tussen de Grote Prijs van Zuid-Afrika van 1971 en de Grote Prijs van Japan van 1976.

1981 · 1982 · 1983 · 1984 · 1985 · 1986 · 1987 · 1988 · 1989 · 1990 · 1991 · 1992 · 1993 · 1994 · 1995 · 1996 · 1997 · 1998 · 1999 · 2000 · 2001 · 2002 · 2003 · 2004 · 2005 · 2006